# Разумное неповиновение
Разумное неповиновение, также осознанное неподчинение (англ. Intelligent disobedience) — полезный навык собак-поводырей и других служебных животных. Например, когда собака, обученная помогать инвалиду, действует против указаний владельца, пытаясь исправить явно ошибочную команду. Такое поведение является частью подготовки собаки и занимает центральное место в успешной работе служебных животных. Концепция разумного неповиновения является частью подготовки служебных животных, по крайней мере, с 1936 года.

## Собаки-поводыри
Когда инвалид хочет пересечь улицу и дает команду собаке-поводырю, собака не должна выполнять указание, если такое действие угрожало бы хозяину. Вместо этого собака принимает собственное решение, то есть проявляет разумное неподчинение.
В другом случае слепой должен общаться с животным таким образом, чтобы животное понимало, что человек осознаёт окружение и его команда осознанна. Например, если слепой хочет спуститься по лестнице, животное, должным образом подготовленное к проявлению разумного неповиновения, откажется двигаться, если человек не выдаст специальное кодовое слово или команду, которая позволяет животному знать, что человек действует осознанно. Эти команды, как правило, специфичны для разных видов препятствий: лестниц, бордюров или уклонов. Если же реальное препятствие не соответствует кодовому слову, животное откажется выполнять команду

## В других областях
Американский психолог Айра Чейлефф отмечает, что разумное неповиновение встречается и в других сферах деятельности. Например, разумное неповиновение поощряется в авиации: существуют случаи, когда экипаж самолёта может ставить под сомнение распоряжения КВС. Как правило, члены экипажа проявляют вежливость и тактичность, но если проблему нужно решить срочно, то это происходит не всегда. В этом случае члены экипажа напоминают собак-поводырей. Кроме авиации, разумное неподчинение можно встретить и в других областях деятельности (в медицине, технике, бизнесе).